# Kreuzkirche (Wiedenbrück)
Die Kreuzkirche ist die einzige evangelische Kirche im Stadtteil Wiedenbrück der Doppelstadt Rheda-Wiedenbrück.

## Geschichte
Im Jahr 1859 legte die damals etwa 160 Mitglieder zählende evangelische Gemeinde den Grundstein für ein kleines Gotteshaus von etwa 13 m Länge und 8 m Breite. Die Kirche wurde schon 1860 eingeweiht. 1866 wurde die bis dahin zu Rheda gehörende Gemeinde selbständig.
Im Jahr 1939 lebten in Wiedenbrück etwa 8000 Menschen. Davon gehörten 571 zur evangelischen Gemeinde. Durch die Aufnahme von Vertriebenen nach dem Zweiten Weltkrieg – vornehmlich aus Schlesien sowie Ost- und Westpreußen – stieg die Zahl der Gemeindemitglieder bis zum Jahr 1949 auf über 2000. Daher sollte die alte Kirche umgebaut und vergrößert werden. Während des Umbaus, der im November 1952 begann, wich die Gemeinde mit ihren Gottesdiensten in die Marienkirche aus.
Während der Bauphase traten Bauschäden und unvorhergesehene Einstürze auf und machten einen kompletten Neubau der Kirche notwendig. Dennoch wurde nach nur einem Jahr Bauzeit im November 1953 die neue Kirche durch den Präses der Westfälischen Landeskirche Ernst Wilm und den Superintendenten des Kirchenkreises Gütersloh Heinrich Lohmann eingeweiht.
Die neue Kirche bietet Platz für 450 Personen.
Durch Spenden und Einnahmen aus Basaren konnte 1991 eine neue Orgel mit 16 Registern und 990 Pfeifen angeschafft werden.

## Ausstattung

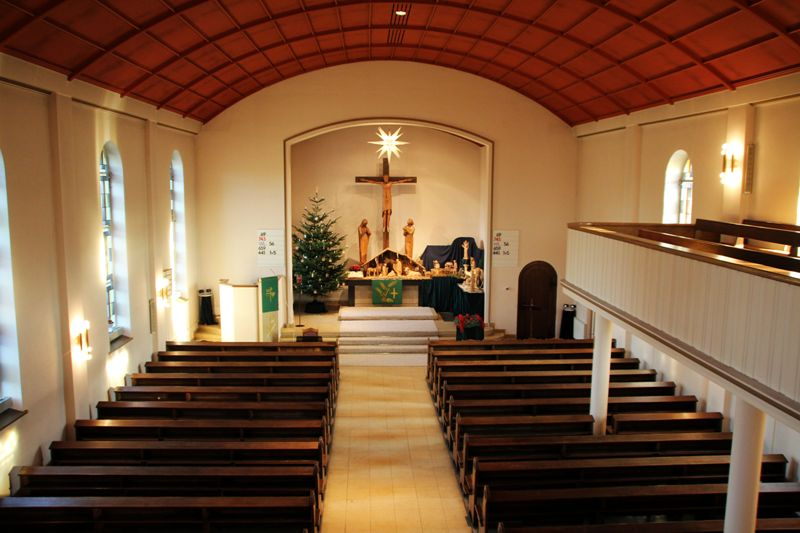
Innenraum der Kreuzkirche

Die Kirche ist schlicht ausgestattet. Ein Blickfang ist die Kreuzigungsgruppe von Bernd Hartmann, ein bedeutendes Zeugnis der Wiedenbrücker Schule.
Die 1948 angeschaffte Krippe stammt vom Bildhauer Heinrich Püts, der sie etwa 1920/1930 schuf. Ursprünglich nur aus der Heiligen Familie bestehend, wurde sie im Laufe der Jahre durch Arbeiten der Bildhauerin Petra Rentrup zur heutigen Form ergänzt.
Die ursprüngliche, zurückhaltende graue Farbgestaltung des Innenraumes wurde vor einigen Jahren durch die jetzige warme Farbgebung ersetzt.
Im etwa 27 Meter hohen Turm ist das Vier-Glocken-Geläut untergebracht. Es handelt sich um eines der größten noch erhaltenen Stahlgeläute Norddeutschlands.
Die Kirchenfenster wurden von den Nachbargemeinden des Kirchenkreises Gütersloh gestiftet.